# 難波宗忠
難波 宗忠（なんば むねただ）は、戦国時代から安土桃山時代にかけての武将。備中国の国人・清水宗則の三男で、兄に清水宗知（清水月清入道）、清水宗治がいる。通称は田兵衛尉（伝兵衛尉）。難波常任の後を継いで、難波の苗字を名乗った。

## 生涯
備中国の国人・清水宗則の三男として生まれる。難波常任の後を継ぎ、備中清水氏を継いだ清水宗治に仕える。
天正10年（1582年）の備中高松城の戦いでは、兄の月清入道、宗治、小早川氏からの援将・末近信賀らと共に備中高松城に入り防備を固めたが、羽柴秀吉によって水攻めを受け、最終的に宗治は同年6月3日に城兵の助命を条件として宗治、月清入道、宗忠、末近信賀が切腹して開城することを決定。宗治は羽柴軍の蜂須賀正勝と杉原家次に対して書状を送って、切腹の際に使用する小船1艘と最後の別れの宴に用いる美酒・佳肴を求めた。宗治の申し出を受けた秀吉は申し出の通り小船1艘、酒肴10荷、上茶3袋を贈り、宗治、月清入道、宗忠、末近信賀の4人以外は各人の長男や親族であっても切腹する必要はないことを伝達した。
同年6月4日巳の刻、宗治、月清入道、末近信賀、清水家家臣の高市之允、宗治の小者の七郎次郎と共に小船で秀吉本陣の正面へ漕ぎ出し、検使の堀尾吉晴から美酒・佳肴を受け取って最後の盃を交わした後に宗治が誓願寺の曲舞を謡い出すと、宗忠ら全員が同様に謡った。謡い終わった後に辞世の句を書き付けて宗治と月清入道が切腹し、宗忠も末近信賀、七郎次郎と共に切腹した。5人の介錯を行った高市之允は首級一つ一つに名前を注記した後に堀尾吉晴へ引き渡し、小船を高松城に戻して遺体を埋葬した後に自害した。
宗忠の後は、清水宗治の三男で宗忠の養子となった宗定（田右衛門尉）が継ぎ、6月8日に宗治の嫡男・景治と月清入道の嫡男・行宗が連名で、宗治や宗忠の遺言について伝えたいので宗安方に来るように伝える旨の書状と香典として銭米2俵を宗定に送り、宗忠への弔意を示している。
また、小早川隆景が6月12日に月清入道の嫡男・行宗に、6月13日に宗治の庶長子・宗之と宗忠の嫡男・宗定に、6月18日に末近信賀の嫡男・光久にそれぞれ感状を与えて、各人の父の忠功を賞している。
その後、宗忠の子孫の難波家は、慶長5年（1600年）の関ヶ原の戦い後に浪人となって備前国岡山に移り住む者もいたが、江戸時代において長州藩士・清水家の家老を務めており、幕末期の当主で向山文庫を建設した難波覃庵（難波周政）や大正時代に衆議院議員を務めた難波作之進、作之進の四男で大正13年（1923年）に虎ノ門事件を起こした難波大助も子孫にあたる。
なお、現在の山口県光市大字立野にある難波家屋敷と向山文庫の付近にある難波家の墓所に宗忠の墓も建てられている。